# Prezero
Die PreZero Stiftung & Co. KG (Eigenschreibweise: PreZero; vormals: GreenCycle Stiftung & Co. KG, vorvormals: GreenCycle Holding GmbH & Co. KG) mit Hauptsitz in Neckarsulm, ist ein deutscher Umweltdienstleister, der in der Abfallwirtschaft in den Bereichen Duales System, Entsorgung, Recycling, Verpackungen und Verwertung tätig ist.
Das Unternehmen ist Teil der Schwarz Gruppe, zu der auch Kaufland, Lidl, Schwarz Produktion und Schwarz Digits gehören. 
PreZero verfügt über mehr als 460 Standorte in Deutschland, Polen, den Niederlanden, Belgien, Luxemburg, Schweden, Österreich, Italien, Spanien und Portugal.

## Geschichte

### Der Ursprung
Die 2009 gegründete GreenCycle war ursprünglich für Entsorgung und Management der Wertstoffe innerhalb der Schwarz Gruppe zuständig. 2014 begann GreenCycle als Berater seine Expertise in Entsorgung und Recycling auch externen Kunden außerhalb der Schwarz Gruppe anzubieten.

### Einstieg in das operative Entsorgungsgeschäft
2018 tätigte GreenCycle seinen ersten Zukauf im operativen Entsorgungsmarkt mit dem US-Unternehmen RMG Recycling. Im selben Jahr folgt der Erwerb von Tönsmeier, des zu der Zeit fünftgrößten Entsorgungsdienstleisters Deutschlands. Tönsmeier wurde im Jahr 1927 gegründet, führte 1958 eine staubfreie Müllabfuhr ein, expandierte in den 1990er Jahren in die neuen Bundesländer und eröffnete 1996 eine Niederlassung in Polen.
Seit Anfang 2019 firmieren die Tönsmeier-Standorte in Deutschland und Polen unter der Marke „PreZero“. Somit begann PreZero mit dem Einstieg in die operative Entsorgung und das Kunststoffrecycling in Deutschland, Polen, Österreich und Italien.

### Weitere Expansion
Mit der Übernahme der Sky Plastic Group im Jahr 2019 trat PreZero erstmals in den Markt in Italien und Österreich ein.
Mit Hillenergy, Noll Biogas und Noll Entsorgung sowie Lewedag folgten weitere Übernahmen. 
Im Jahr 2020 erweiterte PreZero seine Angebotspalette mit dem Zukauf von Unternehmen wie dem Containerdienst Herbert Schulz, Aussieker und Stahlhut sowie der Komart, einem Entsorgungsunternehmen aus Knurów in Polen.
Zudem beteiligt sich PreZero am Unternehmen Kunststoff Recycling Grünstadt, das über eine genehmigte Anlagenkapazität von 30.000 Tonnen verfügt und gründete im Jahr 2020 gemeinsam mit Pyral, einem Unternehmen, das auf Recycling von Aluminiumabfällen spezialisiert ist, das Gemeinschaftsunternehmen PreZero Pyral. 
Im September 2020 gab PreZero den beabsichtigten Kauf des Abfall- und Recyclinggeschäfts des französischen Suez-Konzerns in den Niederlanden, Luxemburg, Deutschland, Polen und Schweden bekannt. Der Zukauf des Abfall- und Recyclinggeschäfts von Suez in den genannten Ländern, wurde im Juni 2021 erfolgreich abgeschlossen.  
Im Jahr 2020 investierte PreZero in den Neubau moderner LVP-Sortieranlagen in Europa, stieg in das Aluminiumrecycling ein und mit der Übernahme der Suez Nordic ist PreZero seit Dezember 2020 in Schweden vertreten. Zudem entstanden die Marken PreTurn und OutNature. Im Jahr 2021 stellt das Unternehmen flexible Kunststoffverpackungen her und PreZero Dual wurde deutschlandweit aktiv. Es war das größte Wachstumsjahr mit Zukäufen in Deutschland, Polen, den Niederlanden, Luxemburg, Spanien und Portugal. Außerdem nahm 2021 PreZero International die Sortieranlage im belgischen Evergem in Betrieb. 2022 bündelte Sustainable Packaging die Beratung zu nachhaltigen Verpackungen, setzte die ersten vollautomatischen LVP-Sortieranlagen ein und entwickelte die erste offizielle Zertifizierung für nachhaltiges Abfallmanagement. 2023 wurde die PreZero Arena das erste Zero-Waste-Stadion und der erste Nachhaltigkeitsbericht der PreZero Gruppe wurde veröffentlicht.

## Dienstleistungen
PreZero bietet Leistungen entlang der gesamten Wertschöpfungskette der Kreislaufwirtschaft an. Dazu zählen die Sammlung, Sortierung, Aufbereitung und Verwertung von Abfällen sowie die Beratung zu Entsorgungs- und Recyclingprozessen. Ziel des Unternehmens ist es, Stoffkreisläufe zu schließen und die Ressourcennutzung zu optimieren. Ein Beispiel für das Beratungsangebot ist das Programm „Road to Zero Waste“, das Unternehmen bei der Reduktion von Abfällen unterstützt. Die Umsetzung wird durch externe Prüfstellen wie TÜV SÜD oder DEKRA zertifiziert. Projekte wie die Umstellung der PreZero Arena auf ein Zero-Waste-Konzept oder Auszeichnungen für Partnerunternehmen zeigen die Anwendung in der Praxis.

## Geschäftsbereiche von PreZero
- OutNature: OutNature arbeitet seit 2019 daran, Holzfasern durch das Upcycling von Agrarnebenprodukten wie Silphie zu ersetzen. Der Fokus liegt auf Forschung und Entwicklung, Produktion und Vertrieb von Faserstoffen und ökologischen Rohpapieren. OutNature betreibt ein eigenes Labor und eine Pilot-Fabrik und plant den Bau und Betrieb von Faserstoff-Fabriken.[15]
- PreZero Dual: In Deutschland wurde mit PreZero Dual ein eigenes duales System am Markt etabliert, mit dem sich das Unternehmen als Partner für die Lizenzierung von Verkaufsverpackungen zur Verfügung stellt. Die Eintragung der PreZero Dual im Handelsregister erfolgte 2018, der operative Start Anfang Januar 2020. Seit Januar 2021 ist PreZero Dual bundesweit in allen 16 Bundesländern als Lizenzgeber aktiv.[16]
- PreTurn: PreTurn bietet Mehrweg-Ladungsträger und Pooling-Dienstleistungen für Logistikprozesse an. Das Unternehmen betreibt ein europaweites System mit mehreren Millionen Paletten und setzt auf digitale Technologien wie RFID zur Prozessoptimierung.[17]
- GreenCycle: GreenCycle ist innerhalb der Schwarz Gruppe für Umwelt- und Kreislaufwirtschaftsthemen zuständig. Das Unternehmen unterstützt unter anderem Lidl, Kaufland und Schwarz Produktion bei der Umsetzung von Abfall- und Recyclingstrategien sowie im Umwelt- und Energiemanagement.[18]
- Sustainable Packaging: Dieses Geschäftsfeld konzentriert sich auf die Entwicklung nachhaltiger Verpackungslösungen. Ziel ist es, Verpackungsdaten digital zu erfassen und die Anforderungen der EU-Verordnung zur Verpackung und Verpackungsabfällen (PPWR) bis 2030 umzusetzen.[19]

## Internationale Aufstellung
- Stiftung (Zentrale): Die PreZero Stiftung & Co. KG mit Sitz in Neckarsulm ist die Zentrale von PreZero International, in der rund 350 Mitarbeitende tätig sind.
- Deutschland: Die deutschen Aktivitäten sind in der PreZero Deutschland KG mit Sitz in Porta Westfalica sowie in der PreZero Service Deutschland GmbH mit Sitz in Wesseling zusammengefasst. In Summe sind damit an ca. 120 Standorten rund 4.800 Mitarbeiter beschäftigt.
- Polen: Die polnischen Standorte sind in der PreZero Polska mit Sitz in Ruda Śląska zusammengefasst. In Polen beschäftigt PreZero an ca. 42 Standorten rund 3.700 Mitarbeiter.
- Niederlande: In den Niederlanden ist PreZero mit über 2.000 Mitarbeiter an rund 55 Standorten vertreten. Der Sitz befindet sich in Arnhem.
- Belgien: In Belgien beschäftigt PreZero mit der Sortieranlage in Evergem rund 100 Mitarbeiter. In Evergem befindet sich der Sitz von PreZero in Belgien.
- Österreich: In Österreich befindet sich der Sitz der PreZero Polymers in Haimburg. PreZero verfügt seit 2019 über einen Recyclingstandort in Völkermarkt in Österreich, an dem Kunststoff-Granulate hergestellt werden. Dort arbeiten über 100 Mitarbeiter. Im Juli 2025 eröffnet PreZero eine neue Sortieranlage in Sollenau, Sie wird einer der modernsten in Europa und erhält ein innovatives KI-Brandschutz-System.[20]
- Italien: Mit der PreZero Polymers verfügt PreZero seit 2019 auch über einen Recyclingstandort in Fonte in Italien, an dem Rezyklate hergestellt werden. Hier arbeiten 100 Mitarbeiter.
- Schweden: Seit Dezember 2020 ist PreZero in Schweden mit 73 Standorten und 1.200 Mitarbeitern tätig. Der Sitz in Schweden befindet sich in Helsingborg.
- Luxemburg: 2021 erfolgte die erfolgreiche Übernahme von Lamesch in Luxemburg mit rund 700 Mitarbeitern an 4 Standorten. Der Sitz befindet sich in Bettembourg.
- Spanien: Seit Dezember 2021 ist PreZero auch in Spanien aktiv. In Spanien sind 12.700 Mitarbeiter an rund 122 Standorten beschäftigt. Der Sitz befindet sich in Madrid.
- Portugal: Zusammen mit Spanien Dezember 2021 ist PreZero auch in Portugal aktiv.  Dort arbeiten 1.600 Mitarbeiter und es gibt 13 Standorte. Der Sitz befindet sich in Leça do Balio.

## Partnerschaften
PreZero arbeitet seit seiner Gründung mit den zur Schwarz Gruppe gehörenden Einzelhandelsunternehmen Lidl und Kaufland zusammen. Ziel dieser Zusammenarbeit ist die Entwicklung von Recyclinglösungen innerhalb der Unternehmensgruppe. Dabei kommen unter anderem recycelte Materialien zum Einsatz, beispielsweise für Einkaufskörbe aus Post-Consumer-Rezyklat.
Im Januar 2019 übernahm PreZero die Namensrechte an der damaligen Wirsol Rhein-Neckar-Arena in Sinsheim, die seither als PreZero Arena bekannt ist. In Zusammenarbeit mit dem Fußballverein TSG 1899 Hoffenheim wurde ein Abfallmanagementsystem eingeführt. Im Mai 2024 wurde die Arena vom TÜV Süd nach DIN SPEC 91436 als „Zero Waste Stadion“ mit dem Reifegrad Silber zertifiziert.
Im September 2020 begann eine Partnerschaft mit der Allianz Arena in München. Seit Mitte 2023 übernimmt PreZero die komplette Abfallwirtschaft beim FC Bayern München.
Im Jahr 2022 begann eine Zusammenarbeit mit dem Fußballverein RB Leipzig. Die Red Bull Arena wurde im Juni 2024 mit dem Reifegrad Bronze nach DIN SPEC 91436 zertifiziert.
Seit 2024 kooperiert PreZero mit dem spanischen Erstligisten RCD Mallorca, um die Heimspielstätte Estadi Mallorca Son Moix zur ersten Zero Waste Arena Spaniens zu machen.
Außerdem wurde PreZero im Jahr 2024 offizieller Kreislaufwirtschafts-Partner der Handball-Bundesliga (HBL) und unterstützt die Transformation des deutschen Handball-Profisports hin zu mehr Abfallvermeidung und Ressourcenschonung.
Seit August 2024 besteht eine Partnerschaft mit dem VfB Stuttgart. In diesem Rahmen werden Maßnahmen zur Abfalltrennung und -vermeidung in der MHP Arena umgesetzt.
Weitere Kooperationen bestehen mit der SAP Arena in Mannheim, Heimspielstätte der Rhein-Neckar Löwen, sowie mit dem EHC Red Bull München im SAP Garden. In beiden Fällen liegt der Fokus auf der Optimierung des Abfall- und Wertstoffmanagements.